# 미디어 문화
미디어 문화(media culture)는 문화연구에서 대중 매체의 영향을 받아 20세기부터 등장하고 발전한 현재의 서구 자본주의 사회를 말한다. 이 용어는 미디어(주로 TV, 언론, 라디오, 영화)가 여론뿐만 아니라 취향과 가치에 미치는 전반적인 영향과 지적 지도를 암시한다.
대중문화(mass culture)라는 대체 용어는 그러한 문화가 20세기 이전의 대중 예술이 그랬던 것처럼 대중 자체로부터 자발적으로 나타난다는 생각을 전달한다. 반면에 미디어 문화라는 표현은 그러한 문화가 대중 매체의 산물이라는 생각을 전달한다. 미디어 문화의 또 다른 대체 용어는 "이미지 문화"(image culture)이다.
광고와 홍보에 치우쳐 있는 미디어 문화는 종종 사회 대중을 조작하는 데 중점을 둔 시스템으로 간주된다. 기업 미디어는 "주로 지배적인 이데올로기를 표현하고 재생산하는 데 사용된다." 이러한 관점의 발전에서 두드러진 것은 1940년대 이후 테오도어 아도르노(Theodor Adorno)의 작업이었다. 미디어 문화는 소비주의와 연관되어 있으며, 이러한 의미에서 "소비자 문화"라고도 불린다.

## 같이 보기
- 의제설정 이론
- 인포테인먼트
- 저급 문화
- 대중 전달
- 군중심리학
- 대중 매체 연구
- 비틀즈의 예수 발언
- 선전 (사회학)